# Bismarckturm (Berg-Assenhausen)

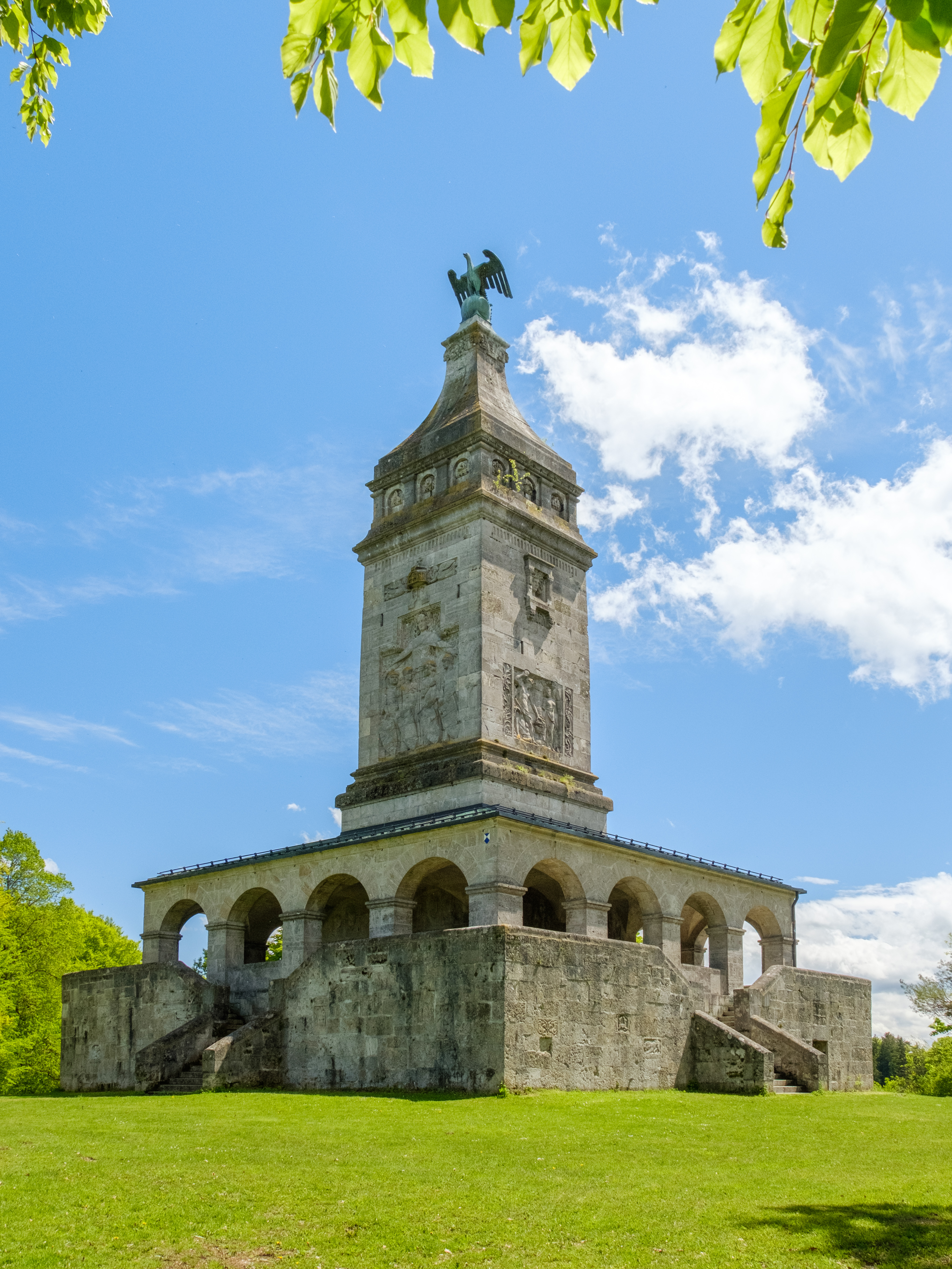
Bismarckturm am Starnberger See

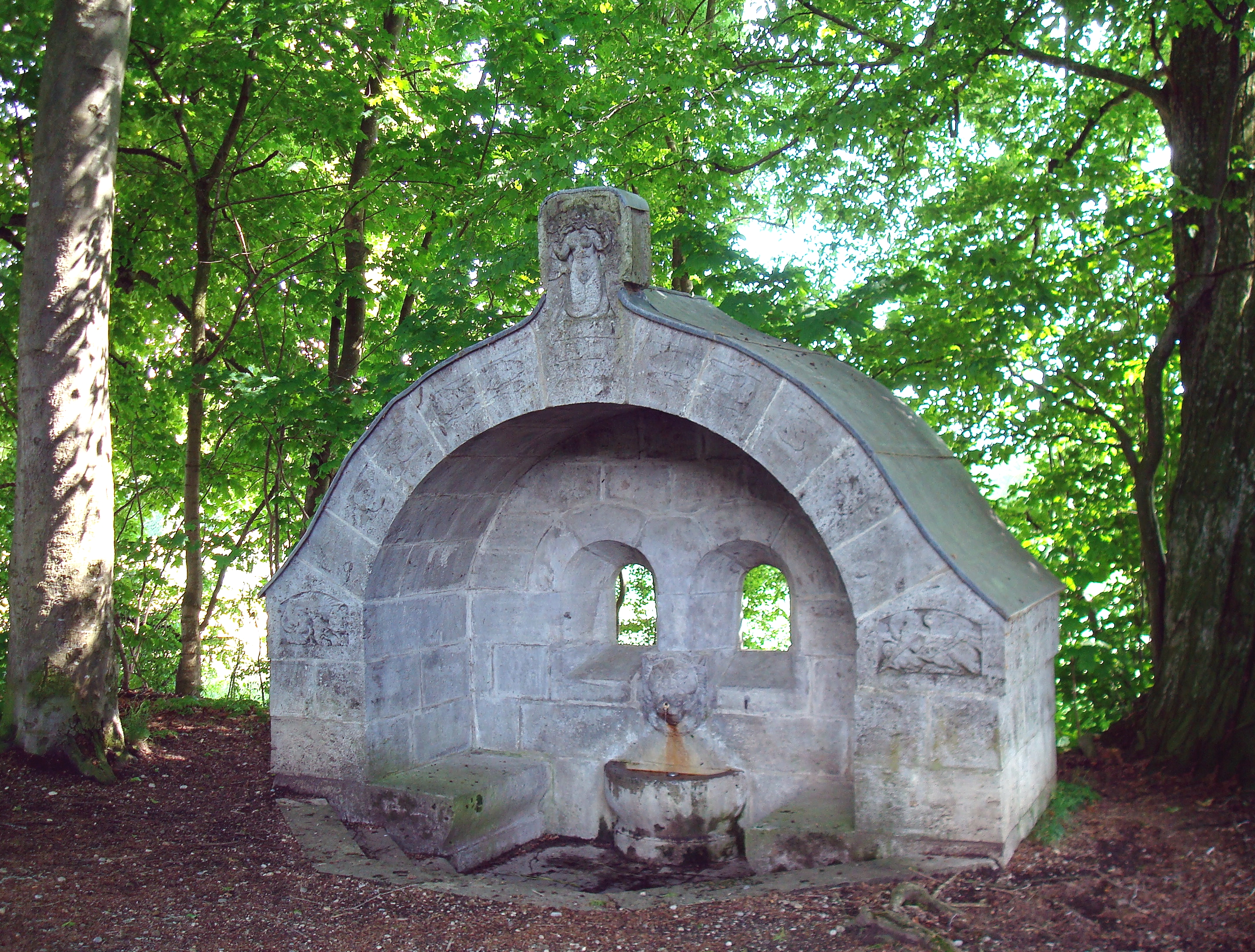
Brunnenhaus am Bismarckturm von Georg Wrba, 1899

Der Bismarckturm bei Assenhausen am Starnberger See ist ein Bismarckdenkmal, dessen Planung und Bau bereits zu Lebzeiten von Otto von Bismarck begonnen wurde. Er ist einer von dreizehn Bismarcktürmen in ganz Bayern.
Die Baugenehmigung des Prinzregenten Luitpold erfolgte am 25. August 1896, die Fertigstellung im Juni 1899. Die Einweihung folgte am 1. Juli 1899 in Anwesenheit von Ministerpräsident und Staatsminister.

## Beschreibung
Der Turm besteht aus Kalk- und Tuffstein. Er ist etwa 30 m hoch und steht auf einem quadratischen Unterbau mit umlaufendem Arkadengang. Auf jeder Seite gibt es einen Treppenaufgang zu den Arkaden. Auf der Spitze steht ein bronzener Reichsadler, der nach Norden zeigt.
Unter der Spitze stehen auf den jeweils gegenüberliegenden Seiten die eingravierten allegorische Darstellungen und die Worte „Friede“ (Ostseite) und „Krieg“ (Westseite). In der Wandelhalle sind in die Wände die Wappen der Bundesstaaten und freien Städte eingemeißelt.
Beim nördlichen Aufgang erinnert ein in Stein gehauener Text an die feierliche Einweihung des Denkmals am 1. Juli 1899. Eine weitere in Stein gehauene Inschrift im Arkadengang nach Süden erinnert an die am Bau Beteiligten.
Im Arkadengang nach Norden hängt eine bronzene Tafel, die besonders Otto von Bismarck ehrt.
Zur Bauzeit stand der Turm frei auf dem unbewaldeten Hügel, so dass aus der auf drei Meter Höhe liegenden Arkadenhalle die Aussicht in alle Richtungen möglich war. Nach dem Zweiten Weltkrieg kam rundum Baumbewuchs auf, sodass der Turm heute auf einer Lichtung steht die nur nach Norden und Süden einen teils freien Blick bietet.

## Bauplanung
Der Architekt war Theodor Fischer. Sein Vorschlag wurde 1896 mit 13 Stimmen bei 3 Gegenstimmen angenommen.
1890 wurde auf Anregung des Malers Franz von Lenbach die „Vereinigung zur Ehrung Seiner Durchlaucht des Fürsten Bismarck“ gegründet, unter dem Vorsitz von Johannes von Widenmayer, dem Bürgermeister von München. Diese Vereinigung stellte das erste Komitee von 24 Personen, das einen Entwurf für den Bismarckturm aussuchen sollte. Das Gremium konnte sich nicht einigen. Beim 2. Komitee wurden fünf Personen und acht  Künstler, die teilweise selbst an dem Wettbewerb teilnahmen, ausgesucht, die sich dann auf den Vorschlag von Theodor Fischer, der selbst den Vorsitz innehatte, einigten.
Fischer zeichnete zunächst Entwürfe für den Turm, die in Form eines „mächtigen“ Turms den „auftrumpfenden wilhelminischen Nationalismus“ ausdrücken sollten. Dazu griff er auf die Proportionen der Igeler Säule zurück, einem römischen Grabmal an der Mosel nahe Trier. In monumentaler Vergrößerung konnte es auf „große geschichtliche Zusammenhänge auf deutschem Boden“ verweisen. In den späteren Entwurfsphasen entschied sich Fischer aber dazu, die ansonsten exakt nachgebildete Silhouette des römischen Vorbilds durch eine flach ausgestellte, umlaufende Arkadenhalle zu verfremden. Diesen auf dem ansonsten freiliegenden Hügel gedeckte Raum, beschrieb Fischer selbst als „schattig einladend“. Und die Wirkung der Bogenöffnungen war nach seinen Worten, dass mit ihnen „die schöne Landschaft zu immer neuen Bildern gerahmt, gefasst“ würde. Die Wirkung war eine Verbindung mit der Landschaft, die über das antike Zitat hinausging und einen urwüchsigen Lokalbezug herstellte. Fischers Schüler Peter Meyer nannte den Bismarckturm von Berg deshalb den „erträglichsten“ der Bismarcktürme.
Die Turmseiten und in den Wänden des umlaufenden Arkadengangs sind von zahlreichen Bildhauerarbeiten geprägt. Diese stammen von Josef Flossmann (1862–1914) mit dem Theodor Fischer auch bei späteren Projekten zusammengearbeitet hat (Reiherbrunnen in der Au in München, Bismarck-Brunnen in München-Pasing, Bismarck-Denkmal in Nürnberg). Verewigt ist das auch in einer in Stein gehauenen Inschrift (siehe unten) im Wandelgang nach Süden.
Der Turm kostete 190.000 Mark und ist damit der zweitteuerste Bismarckturm nach dem Bismarckturm in Stettin. 5.000 Mark für den Bau des Bismarckturms wurden vom Prinzregenten gespendet, der Rest von anderen Spendern.

## Textinschriften

### Zur Einweihung

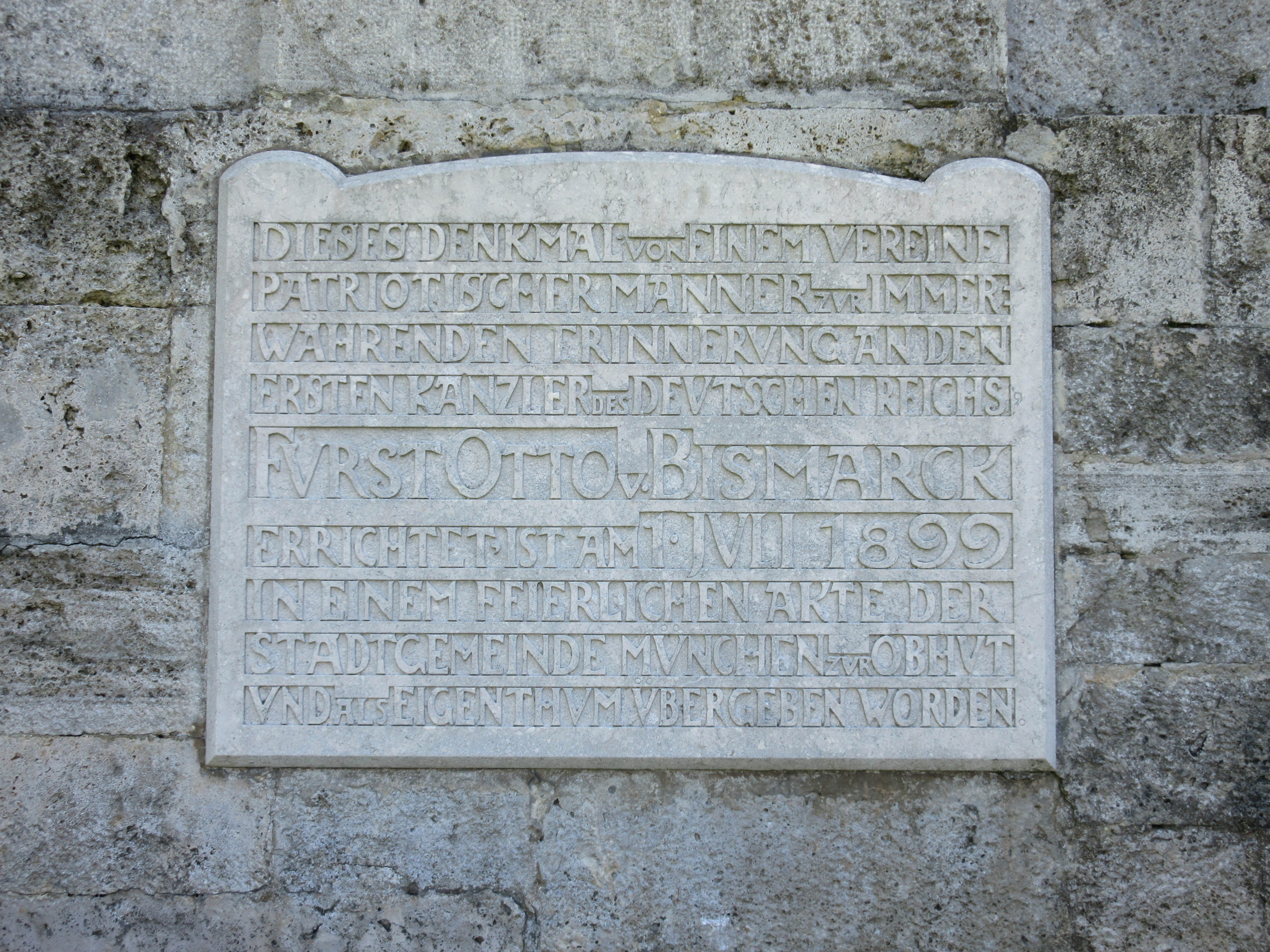
Steingedenktafel an den Einweihungstag 1. Juli 1899 angebracht am Treppenaufgang im Norden

Beim nördlichen Aufgang erinnert eine in Stein gehauene Inschrift an die feierliche Einweihung des Denkmals am 1. Juli 1899:
DIESES DENKMAL VON EINEM VEREINE PATRIOTISCHER MÄNNER ZUR IMMERWÄHRENDEN ERINNERUNG AN DEN ERSTEN KANZLER DES DEUTSCHEN REICHS FÜRST OTTO V. BISMARCK ERRICHTET IST AM 1. JULI 1899 IN EINEM FEIERLICHEN AKTE DER STADTGEMEINDE MÜNCHEN ZUR OBHUT UND ALS EIGENTUM ÜBERGEBEN WORDEN

### Zur Erinnerung an die am Bau Beteiligten

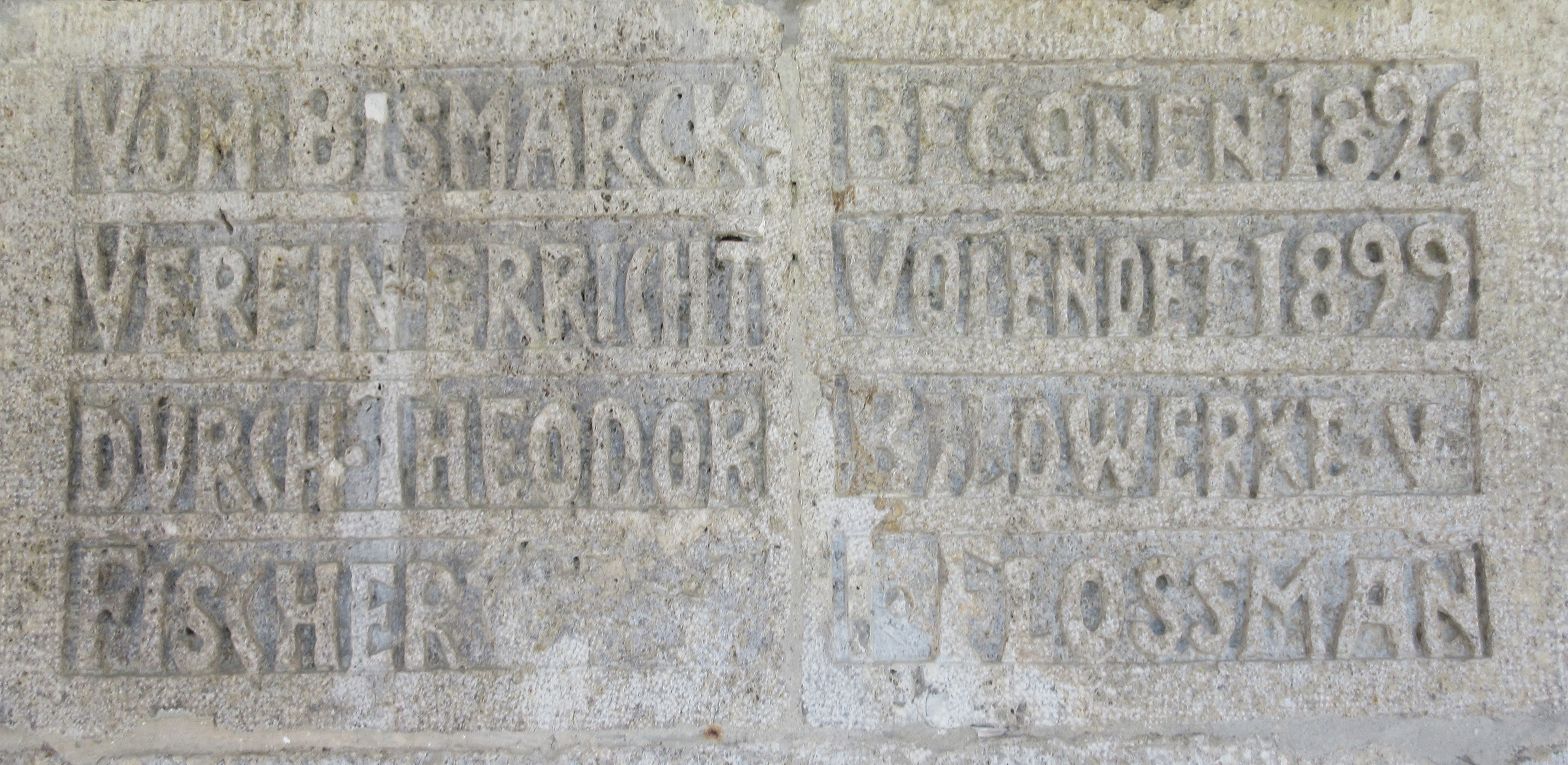
Inschrift an der Wand des Arkadengangs nach Süden zur Erinnerung an die am Bau Beteiligten

In einer in Stein gehauenen Inschrift im Wandelgang nach Süden werden die wichtigsten am Bau Beteiligten genannt:
VOM BISMARCK-VEREIN ERRICHTET DURCH • THEODOR FISCHER BEGONNEN 1896 VOLLENDET 1899 BILDWERKE • V • J • FLOSSMANN

## Bronzetafel

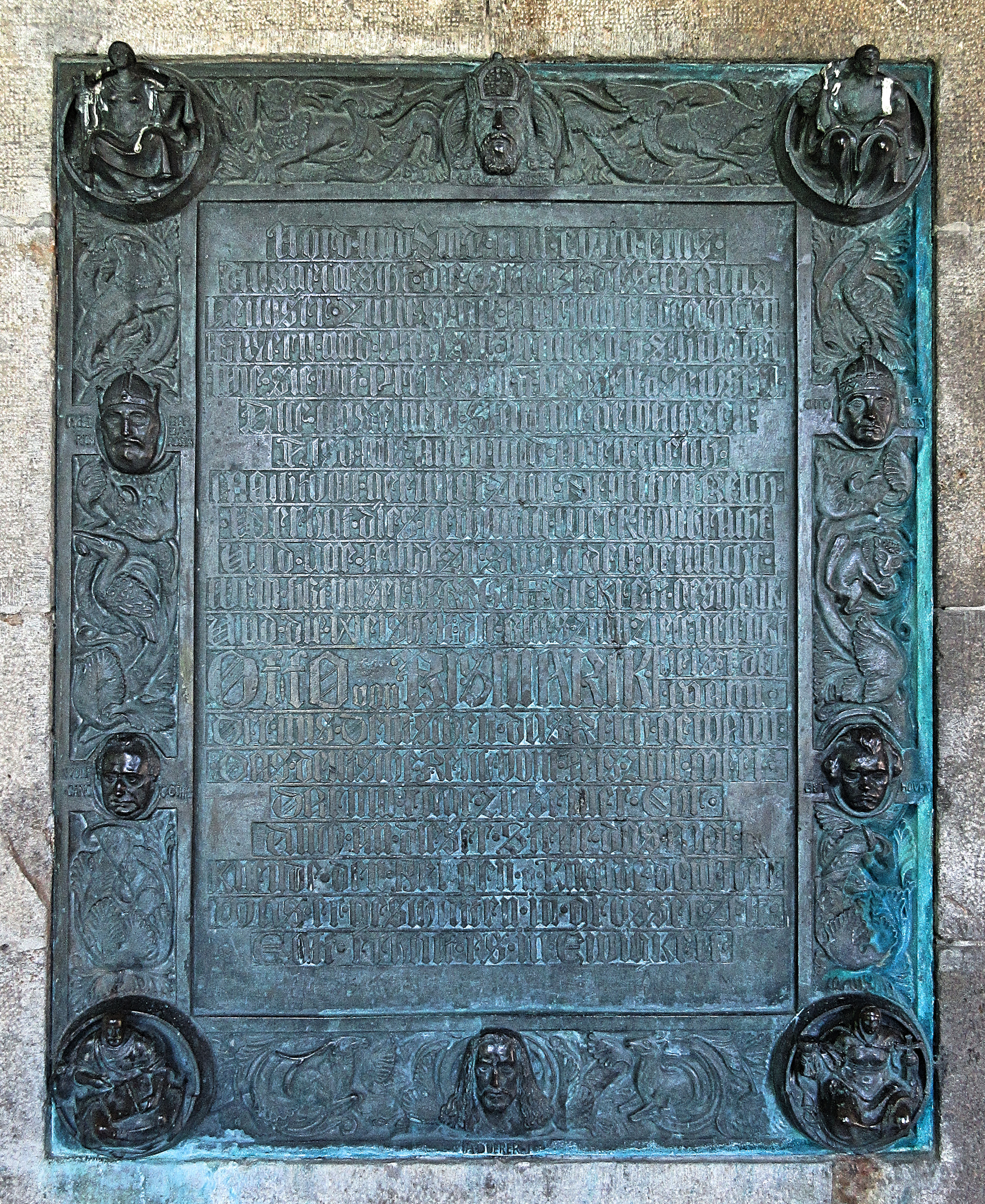
Bronzetafel im Arkadengang (Nordseite)

Auf der Nordseite der Arkadenhalle ist eine Bronzetafel angebracht, deren Text wie folgt lautet:
Nord und Sued auf ewig eins

Ausgeloescht die Grenze des Mains

Heilloser Zwiespalt fuer immer begraben

Bayern und Pfaelzer Franken u. Schwaben

Wie sie mit Preussen u. Hessen u. Sachsen

Alle aus einem Stamme gewachsen

Also mit Allen und Allen gleich

Machtvoll geeinigt zum Deutschen Reich

Wer hat dies gewaltig Werk vollbracht

Und alle Feinde zu Schanden gemacht

Wem hat unser HERRGOTT die Kraft geschenkt

Und die Weisheit die alles zum Ziele gelenkt

Otto von BISMARCK heisst der Mann

Der uns Deutschen das Reich gewann

Das deutsche Reich vom Fels zum Meer

Darum rage zu seiner Ehr

Auch an dieser Stelle das Mal

Kuende den Bergen u. kuende dem Thal

Was er geschaffen in grosser Zeit

Gott erhalt es in Ewigkeit.
In der Ornamentik der Umrahmung sind die Köpfe folgender Personen dargestellt: Otto der Große, Ludwig van Beethoven, Albrecht Dürer, Johann Wolfgang von Goethe, Friedrich Barbarossa. Die Errichter der Tafel sahen diese Personen als Vorgänger der Reichsidee an, die Bismarck dann weiter verfolgte.

## Trivia
Der Bismarckturm war 1977 Drehort in der 8. Folge von Der Alte (Folge Lohngeld).

## Bildergalerie

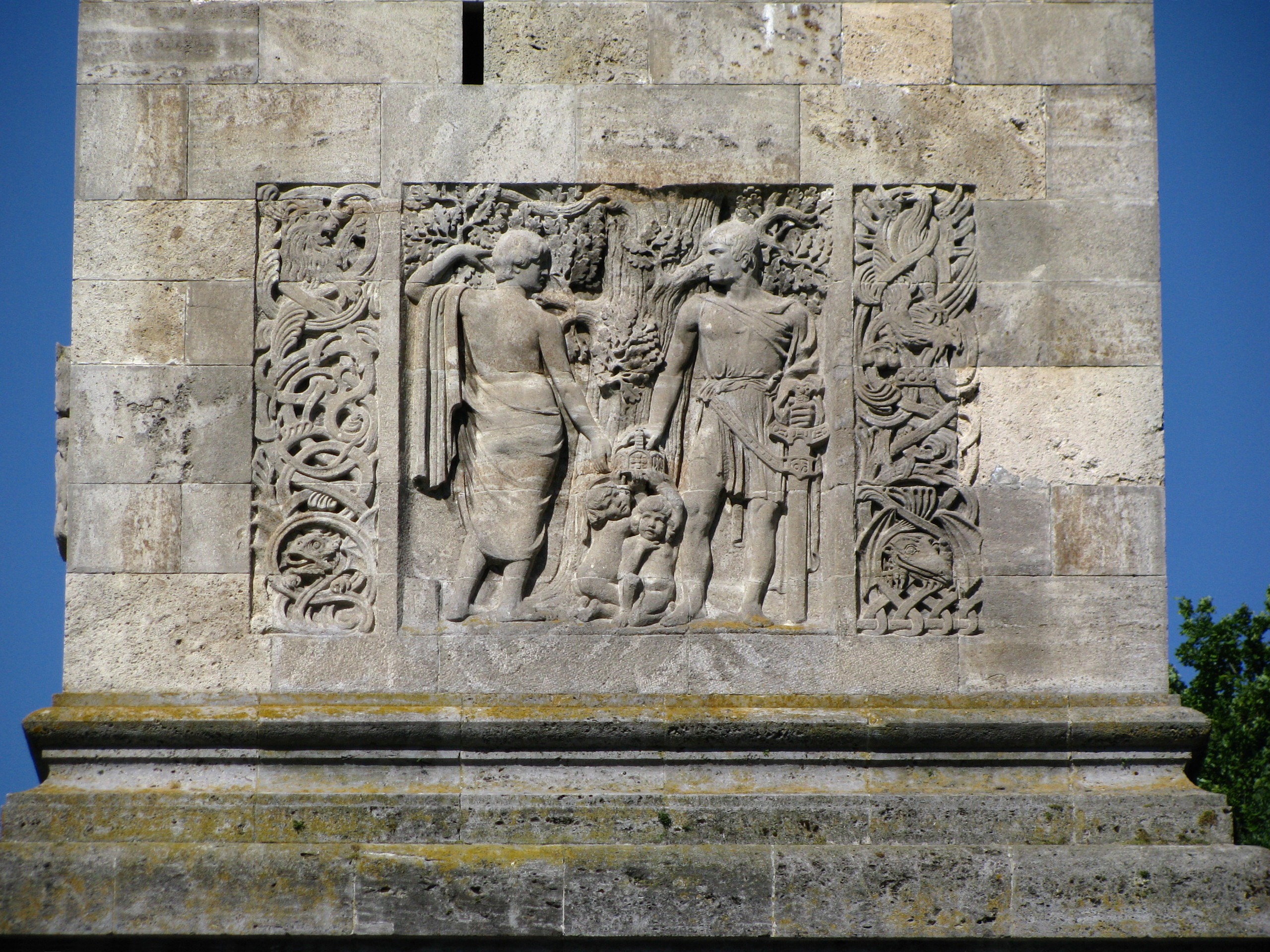
Relief auf der Ostseite unten
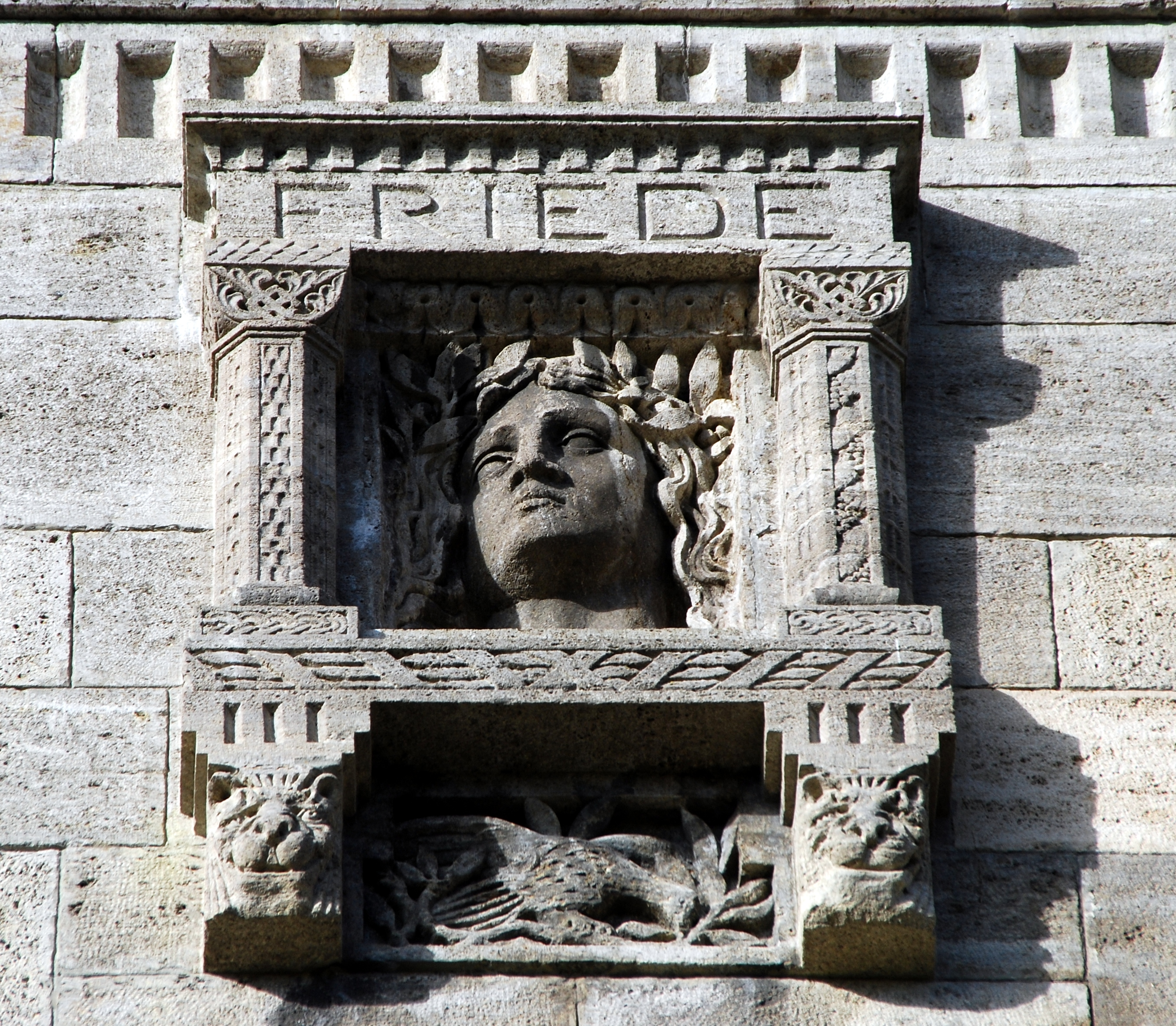
Ostseite Relief als Fenster mit Gesicht und der Überschrift: FRIEDE
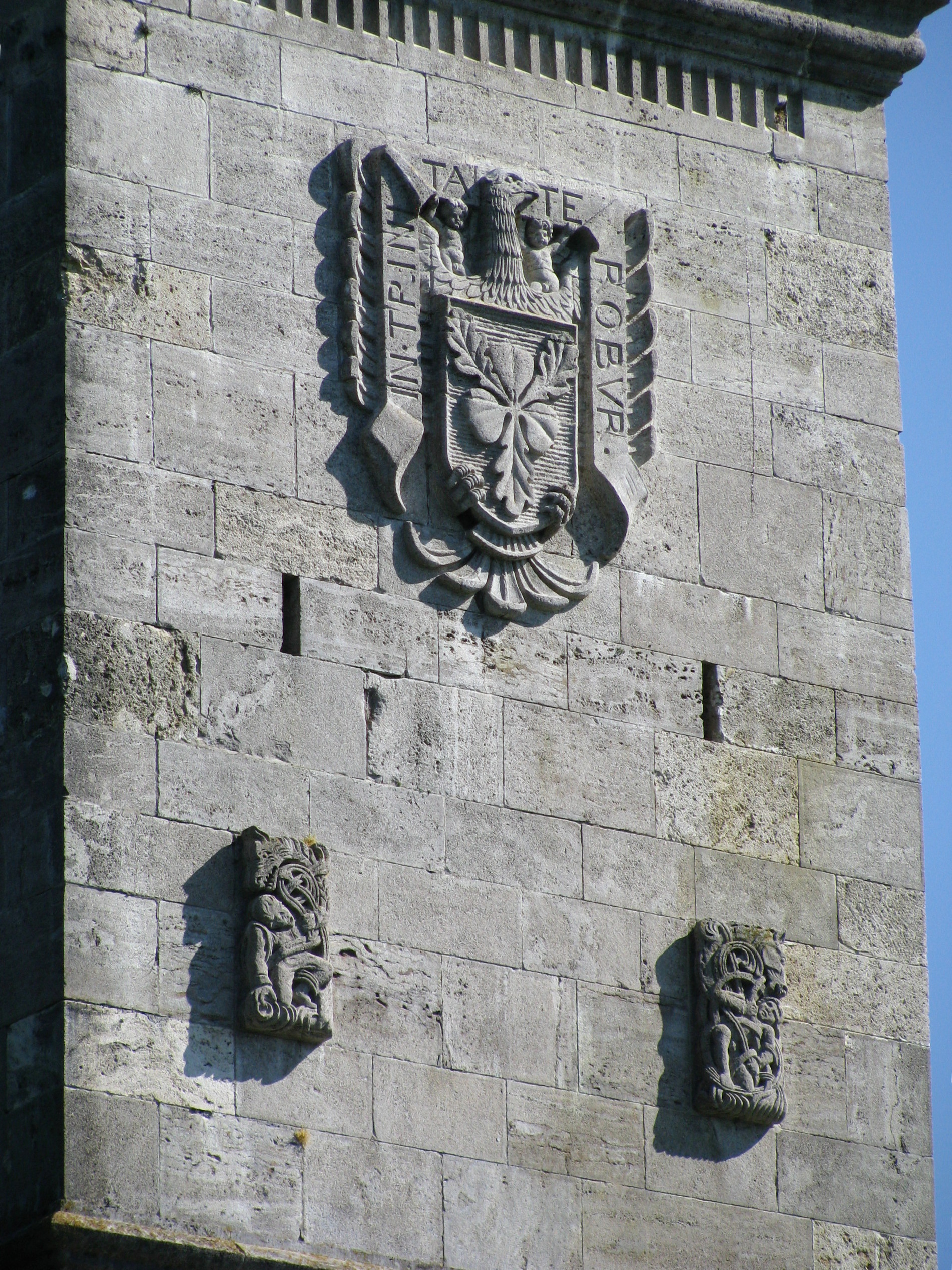
Relief auf der Südseite zeigt den Reichsadler mit Bismarck-Wappen als Herzschild und umlaufender Schrift „IN TRINITATE ROBUR“ (In der Dreieinheit Kraft)
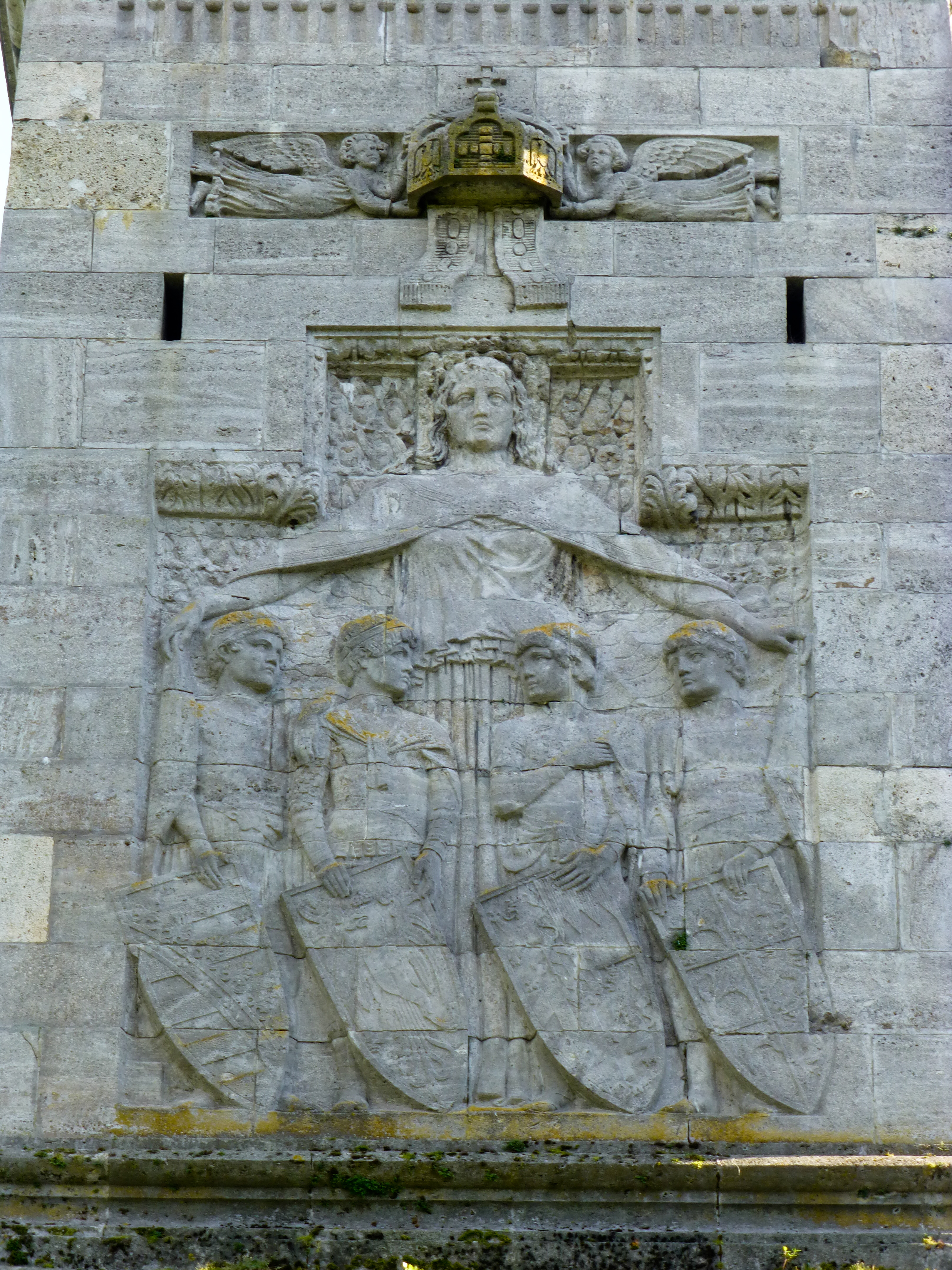
Relief auf der Nordseite zeigt „Mutter Germania“, die die Hauptstämme des Kaiserreichs – symbolisiert durch Jünglingsgestalten – unter ihrem Mantel schützend zusammenhält. Die Engel darüber halten die Kaiserkrone als Sinnbild für das Kaiserreich.
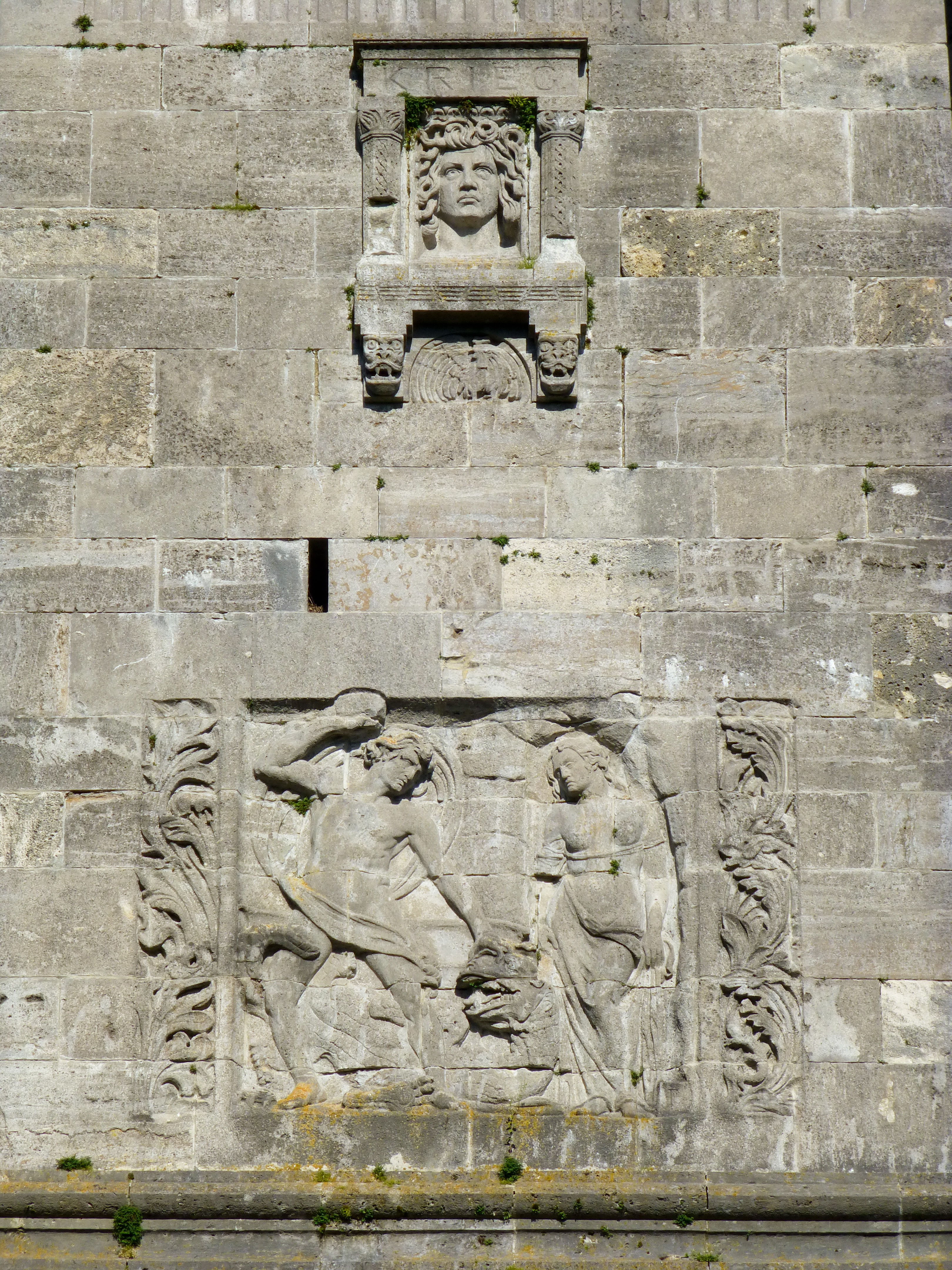
Relief auf der Westseite Oben ein angedeutetes Fenster mit Gesicht und der Überschrift: KRIEG Unten: Heldenjüngling im Kampf gegen einen Drachen und Befreiung einer Jungfrau.